# Aufwind
Ein Aufwind ist eine örtlich begrenzte, vertikale Luftbewegung. Bei großräumigen Effekten, etwa an einer Front, sagt man „Aufgleiten“. Gegenstücke zum Aufwind sind Abwind, Fallwind, Fallböe, umgangssprachlich auch „Luftloch“ genannt.

## Entstehung

### Thermischer Aufwind
Thermische Aufwinde (Thermik) entstehen durch Temperaturdifferenzen der Luftmassen. So erwärmt Sonneneinstrahlung die Erdoberfläche und in Folge die aufliegende Luft. Da warme Luft leichter und weniger dicht ist als kalte, steigen die erwärmten Luftpakete wie große Seifenblasen auf. Sie steigen solange auf, bis sie in ähnlich dichte Luft geraten oder auf die Umgebungstemperatur abgekühlt sind. Bergsteiger spüren ihn oft beim nachmittäglichen Abstieg als warmen Gegenwind aus dem Tal. In deren Umfeld sinken weniger warme Luftmassen wieder ab und sorgen so für einen Luftaustausch.

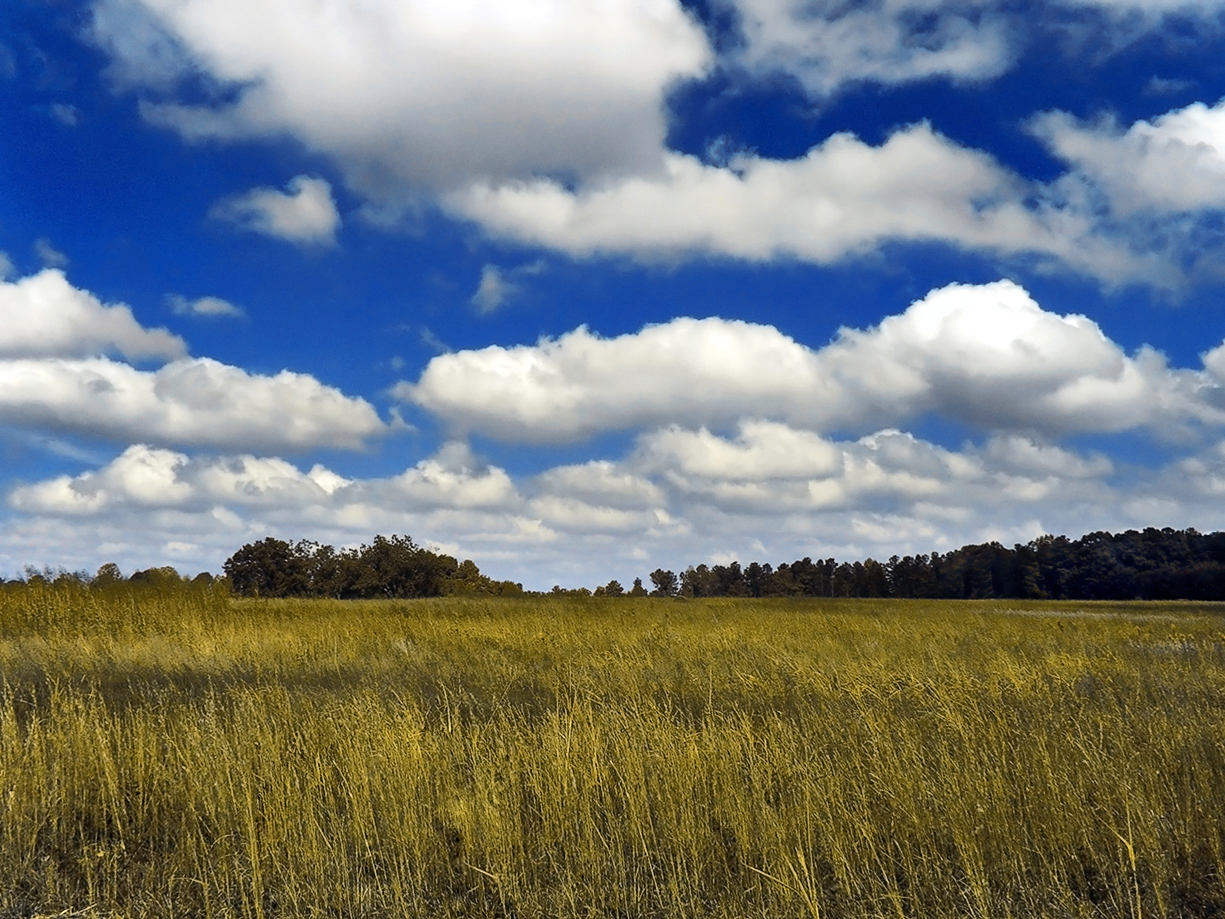
Thermikwölkchen

Die Intensität dieser Aufwinde hängt von der Sonneneinstrahlung, dem Temperaturverlauf der Atmosphäre, der Beschaffenheit der Erdoberfläche, der Feuchtigkeit und dem Einstrahlungswinkel ab. Ein trockenes Getreidefeld kann mehr Wärme abgeben als eine feuchte Wiese, eine zur Sonne geneigte Gebirgsflanke wird mehr erwärmt als das Flachland. Diese Aufwinde sind meist auf einige 10 bis einige 100 Meter beschränkt. Enge Aufwinde nennt man im Segelflug Thermikschlauch oder „Bart“.
Großflächige Aufwinde treten meist unter Wolken auf, insbesondere unter Cumuluswolken, der üblichen Schönwetter- oder „Schäfchenwolke“. Wolken sind Indikatoren für aufsteigende Luft, deren mitgeführte Feuchtigkeit mit der zunehmenden Höhe abkühlt und bei Erreichen des Taupunkts kondensieren. Die dabei freigesetzte Kondensationsenthalpie kann bei günstigen Bedingungen zu einem weiteren Aufsteigen der Luftpakete führen. Die Wolke beginnt dann von sich aus, weitere Luft anzusaugen und für weiteren Aufwind zu sorgen.
Bei geringer Luftfeuchtigkeit, oder fehlenden Kondensationskeimen, kann die Wolkenbildung auch ausbleiben, man spricht dann von Blauthermik. Die thermischen Aufwinde sind allenfalls durch mitaufsteigende Vögel, Pollen oder Staub zu orten.

### Hang-Aufwind

Prinzip des Hangaufwindes

Hang-Aufwinde entstehen demgegenüber durch orografisch erzwungenes Steigen der Luft, wenn Wind gegen eine Bergflanke streicht und luvseitig hangaufwärts abgelenkt wird. Auf der Leeseite des Berggrats strömt die Luft als Abwind wieder herab. In bestimmten Konstellationen können auch im Lee Aufwinde, die sogenannten Leewellen, entstehen.
Hangaufwinde sind großräumiger und durch die andauernde Luftströmung stabiler als die Thermik und erlauben Segelfliegern und Gleitschirmfliegern bei geeignetem Terrain, z. B. an einer Steilküste oder einem Prallhang im Talwind, oftmals ruhiges, stundenlanges und kilometerweites Soaren.

### Leewellen-Aufwind

Lenticulariswolke

Leewellen sind eine durch Wind hervorgerufene Wettererscheinung, die auf der dem Wind abgewandten Seite (Lee) von Bergen entstehen kann. Die Luftströmung gerät beim Überstreichen eines Gebirgszuges in Schwingung. Die Welle besteht aus einem aufsteigenden Teil (Aufwind) und einem Abwind. Dabei kann es auch horizontale Luftwirbel, Rotoren geben. Als glattgeschliffene Lenticulariswolke können diese Wellen sichtbar werden.
Diese Aufwinde sind für Segelflugzeuge eine Möglichkeit, bis in große Höhen aufzusteigen. Für andere Luftfahrzeuge sind Leewellen wegen der damit verbundenen hohen Windgeschwindigkeiten nicht nutzbar oder stellen durch deren Turbulenzen eher eine Gefahr dar.

### Konvergenz
Strömen Luftmassen aufeinander, ohne dass sie seitlich ausweichen können, beispielsweise in Gebirgstälern, dann steigen sie auf. Im Gebirge treten Konvergenzen z. B. in Nähe von Pässen auf, wenn unterschiedliche Talwinde aufeinander prallen. Sie sind manchmal an einer einzeln stehenden Wolke über der Talmitte erkennbar, während andere Wolken über Berggipfel stehen.
Am Abend, wenn abgekühlte Luft beidseitig eines Tals von den Berghängen hinunterströmt, bildet sich über dem Tal ebenfalls eine Konvergenz, in Fliegerkreisen als „Abendthermik“ bekannt und beliebt.
In der freien Atmosphäre treten Konvergenzen auch im Zusammenhang mit Fronten auf und bringen oftmals eine Wetterverschlechterung (Bewölkung, Niederschlag).

## Nutzung

### Aufwinde im Segelflug
Ein Segelflugzeug legt bei mittlerer Fluggeschwindigkeit von 120 km/h etwa 33 m/s zurück. Mit Gleitverhältnis 1:40 bedeutet das ein Sinken von 0,83 m/s. Daher wird es bei einem Aufwind von 1 m/s bereits geringfügig steigen. Das Kreisen in engen Aufwinden (Fliegersprache: „Kurbeln“) verschlechtert allerdings das Gleitverhältnis durch die hohe Schräglage, so dass erst stärkere Aufwinde zu einem tatsächlichen Höhengewinn führen. Das „geringste Sinken“ (geringster Höhenverlust pro Zeitspanne) wird bei niedrigerer Geschwindigkeit als das „beste Gleiten“ (geringster Höhenverlust pro zurückgelegter Strecke) erreicht. Man nützt es vor allem beim Kreisen in der Thermik, wo es nicht auf Zurücklegen von Strecke, sondern auf die bestmögliche Ausnutzung des Aufwinds ankommt. Als Nullschieber bezeichnet man einen schwachen Aufwind, der keinen Höhengewinn bringt, sondern nur das Eigensinken des Segelflugzeugs ausgleicht.
Für Segelflugrekorde im Langstreckenflug oder Dreiecksflug sind stabile Hangwinde günstiger als Thermik, weil oft längere Strecken ganz ohne Kreisen im Aufwind geflogen werden können. Die Rekordweiten liegen bereits weit über 2000 km, am 21. Januar 2003 flog der Pilot Klaus Ohlmann mit seinem Copiloten in Argentinien eine Strecke von 3.009 km.

### Aufwinde bei Gleitschirmen und Hängegleitern
Für Gleitschirme liegt das Gleitverhältnis bei ca. 1:9, bei Hängegleitern bei ca. 1:20. Somit können mit diesen Fluggeräten nicht derart weite Strecken zurückgelegt werden wie mit Segelflugzeugen. Sie können aber wegen ihrer geringeren Geschwindigkeit engere Kreisbahnen fliegen und das Steigen in Thermikbärten besser ausnutzen. Dynamische Aufwinde sind wegen der eingeschränkten Maximalgeschwindigkeit dieser Fluggeräte nur bedingt nutzbar. 
Trotzdem liegt der Streckenweltrekord für Gleitschirme bei über 600 km.